# لعشاش (مشرع حمادي)
لعشاش هي إحدى مشيخات المملكة المغربية، تتبع جغرافيا لإقليم تاوريرت وإداريًا لمشرع حمادي. يقدر عدد سكانها بـ 676 نسمة حسب الإحصاء الرسمي للسكان والسكنى لسنة 2004.